# 65è Regiment d'Infanteria (Estats Units)
El 65è Regiment d'Infanteria, sobrenomenat com els «Borinqueneers» del nom original taïno de l'illa (Borinquen), és un regiment porto-riqueny pertanyent a l'Exèrcit dels Estats Units d'Amèrica. El seu lema és Honor et Fidelitas, llatí per Honor i Fidelitat. Es va crear a partir d'una llei del Congrés dels Estats Units del 2 de març de 1898 que va autoritzar la creació del primer cos de tropes natives a Puerto Rico. El 30 de juny de 1901, es va organitzar el Regiment provisional d'Infanteria de Puerto Rico. L'1 de juliol de 1908, el congrés va incorporar el regiment a l'Exèrcit Regular com a Regiment d'Infanteria de l'exèrcit dels Estats Units. El 14 de maig de 1917, el Regiment fou activat amb mes integrants com a unitat per servir a Panamà. El 4 de juny de 1920, va ser rebatejat com a 65è d'Infanteria. Durant Segona Guerra Mundial, va actuar per Europa, especialment França i Alemanya, participant en Naples-Foggia, Roma-Arno i Rhin. Diversos Cors Morats van ser entregats als membres del 65è Regiment, i li va ser concedida la Medalla d'Honor al Capità Eurípides Rubio, Héctor Santiago, Carlos Lozada i Fernando García.
Va participar en la Primera Guerra Mundial, Segona Guerra Mundial, la Guerra coreana, i en la coneguda als Estats Units com la Guerra contra el terrorisme. El 13 d'abril de 2016, li va ser atorgada la Medalla d'Or del Congrès dels Estats Units.
L'1 de juliol de 1901, el Senat dels Estats Units va aprobar el reclutament de nadius porto-riquenys civils amb grau de segons lloctinents per un termini de quatre anys. El 23 d'abril de 1904, el congrés va autoritzar el reclutament de la població local com a Segons Lloctinents, sent anomenats: Jaime Nadal, Henry Rexach, Pedro Parra, Eduardo Iriarte, Teófilo Marxuach, Eugenio de Hostos, Luis Emmanuelli i Pascual López.

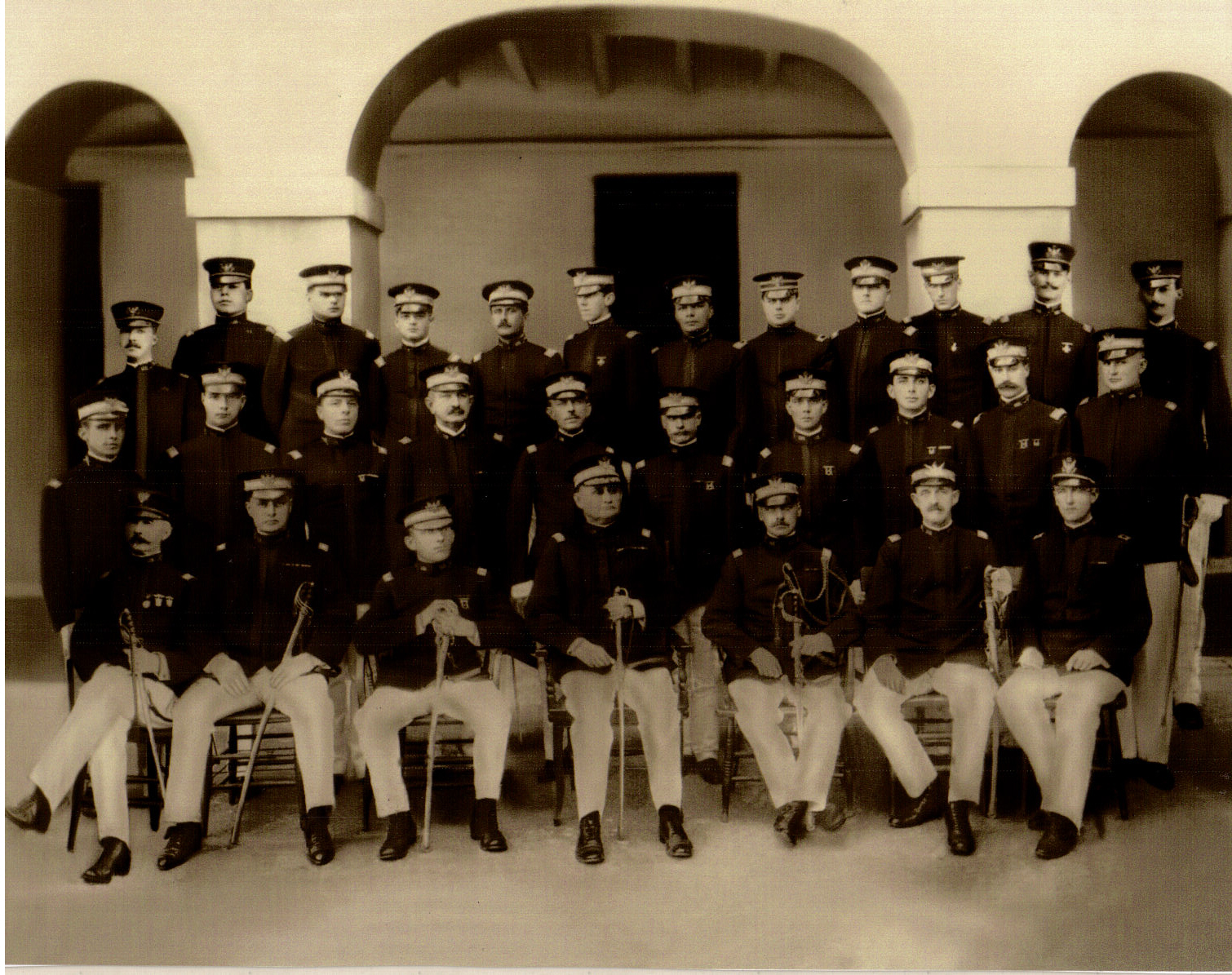
Regiment d'Infanteria de Puerto Rico (c.1906) Lt. Teófilo Marxuach a dalt, cinquè d'esquerra a dreta.
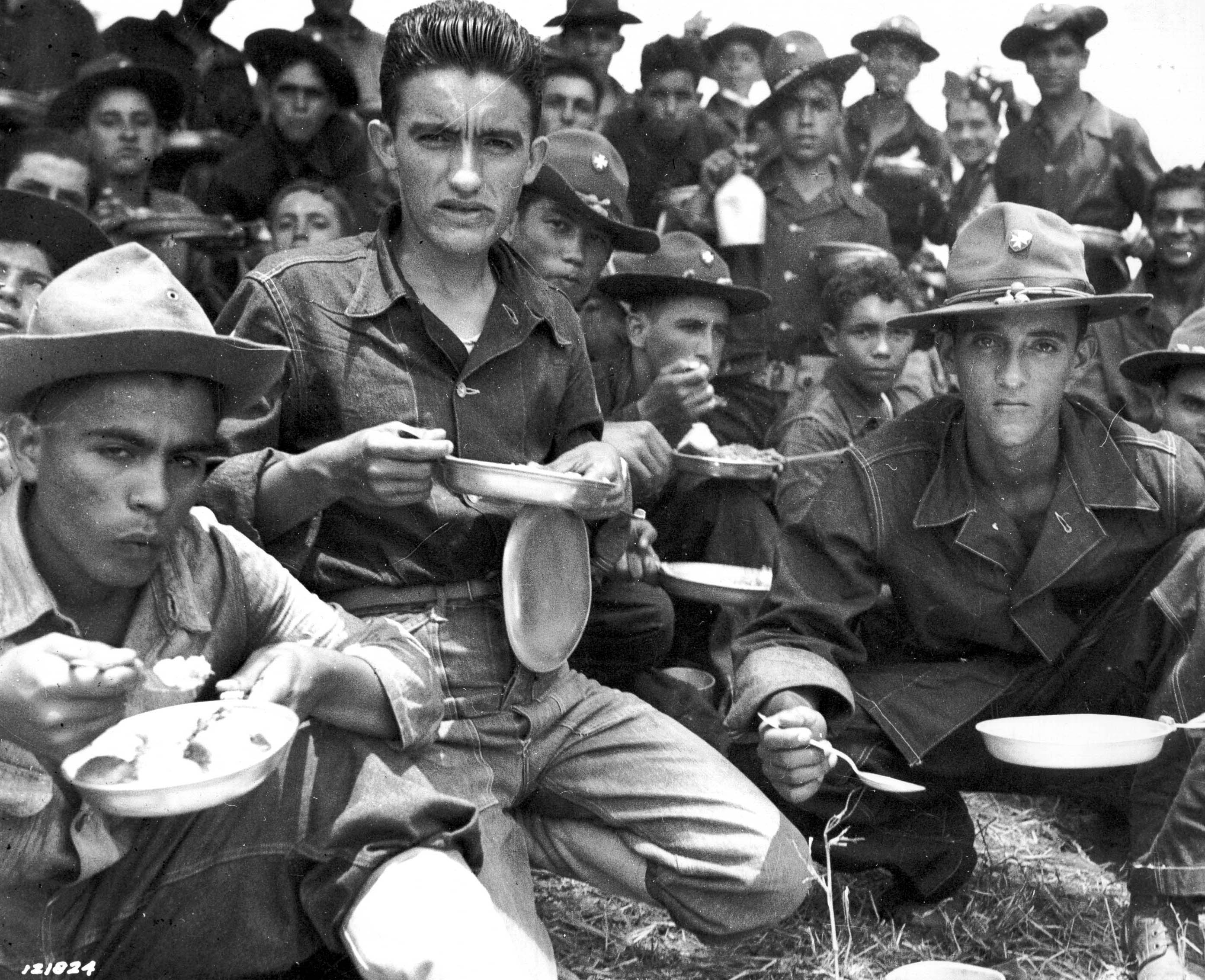
Soldats de la 65a formació d'Infanteria a Salinas, Puerto Rico. agost 1941.